# David Arden

David Arden (links) und Luciano Berio in Florenz (1996)

David Mitchell Arden (* 6. September 1949 in Los Angeles, Kalifornien) ist ein US-amerikanischer Pianist.

## Leben
Von 1969 bis 1971 studierte er bei Lucy Brown am Peabody Institute der Johns Hopkins University in Baltimore, Maryland. Es folgten Studien bei Frédéric Gevers, 1974 erwarb er ein Diplom vom Royal Flemish Conservatoire in Antwerpen. Von 1976 bis 1978 studierte er bei Aloys Kontarsky an der Hochschule für Musik Köln.
1974 gewann er die Tenuto Young Virtuosos Competition in Brüssel, 1976 den Kranichsteiner Musikpreis (Klavier) der Internationalen Ferienkurse für Neue Musik in Darmstadt und 1981 den Internationalen Gaudeamus Wettbewerb für Interpreten zeitgenössischer Musik. 1975 erreichte er bei dem Internationalen Gaudeamus Wettbewerb für Interpreten zeitgenössischer Musik in Rotterdam hinter Fernando Grillo (Kontrabass) und Bruno Furlanetto (Klarinette) den dritten Platz.
1978/79 wirkte er als Musikdirektor der New Yorker Shakespeare Festival Produktion Wake Up, It’s Time to Go to Bed!. 1979/80 war er Gastprofessor für Klavier an der University of California, San Diego. In San Francisco gründete er die New School of Piano. Ab 1981 wirkt er als Solist beim American Ballet Theatre in New York. 2000 begründete er die Keys To Achievement Foundation, deren Board of Directors er angehört.